# Löwenthron (Dalai Lama)
Löwenthron ist die traditionelle Bezeichnung für den Thron des tibetischen Dalai Lama. Historisch war der Begriff auch eine Umschreibung für seinen Amtssitz im Potala-Palast.
Der historische Löwenthron war etwa zwei Meter hoch, aus Holz gefertigt, vergoldet und mit Juwelen besetzt. Getragen wurde er von acht holzgeschnitzten Schneelöwen, dem Nationaltier Tibets.